# 남부로 (아산시)
남부로(Nambu-ro)는 충청남도 아산시 온양동 풍기1교차로에서 아산시 온양동 를잇는 도로이다.

## 주요 경유지
충청남도
- 아산시 (온양동)

## 노선 경로
| 이름         | 접속 노선 | 경유지 | 경유지 | 비고 |
| ------------ | --------- | ------ | ------ | ---- |
| (이름없음)   | 신정로    | 아산시 | 온양동 |      |
| 남산터널     |           | 아산시 | 온양동 |      |
| 용화동사거리 | 시민로    | 아산시 | 온양동 |      |
| 풍기2 교차로 | 외암로    | 아산시 | 온양동 |      |
| 운동장삼거리 |           | 아산시 | 온양동 |      |
| 밤줄다리     |           | 아산시 | 온양동 |      |
| 풍기1 교차로 | 온천대로  | 아산시 | 온양동 |      |

## 주요건물및 시설
- 아산시중앙도서관 (남부로 229/용화동 1391)
- 아산초등학교 (남부로 266/용화동 3-22)